# Danziger Goldwasser

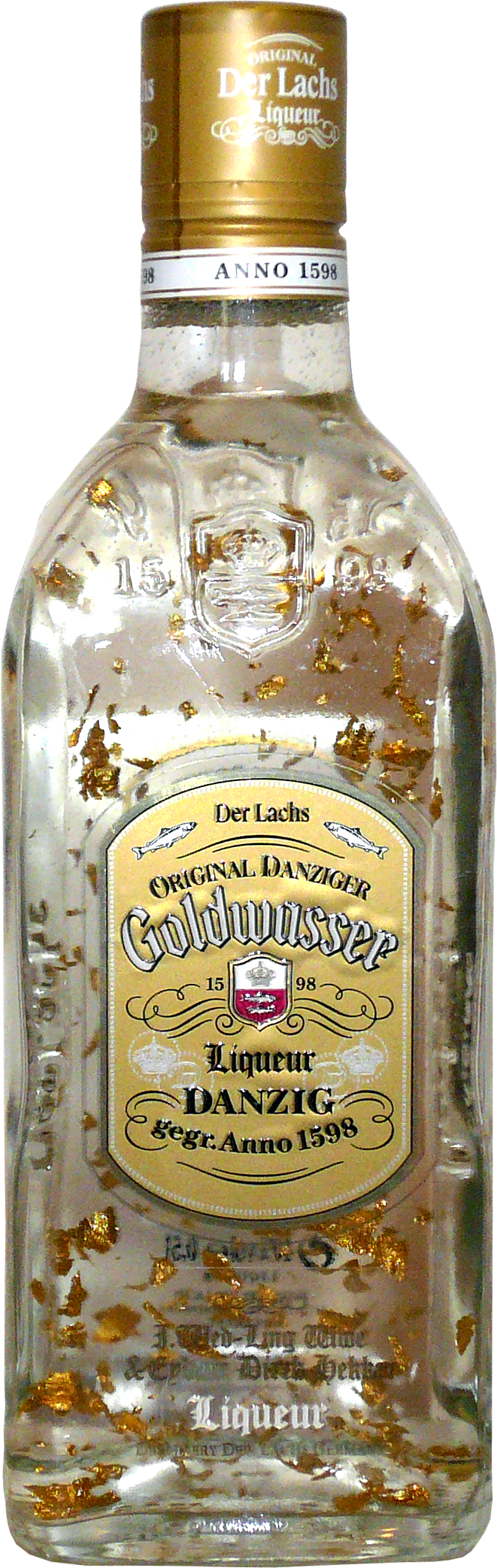
Flasche Original Danziger Goldwasser

Das Danziger Goldwasser ist ein Gewürzlikör, der ursprünglich von der Likörfabrik Der Lachs zu Danzig hergestellt wurde. Seine Geschichte lässt sich bis in das 16. Jahrhundert zurückverfolgen. Der klare und würzig-süße Likör, in dem kleine Blattgoldflocken schwimmen, hat einen Alkoholgehalt von 40 Volumenprozent.

## Geschichte
Der niederländische Einwanderer Ambrosius Vermöllen, ein religiöser Flüchtling (Mennoniten) des 16. Jahrhunderts aus Lier, gründete 1598 die Fabrik im Danziger Haus Der Lachs, stellte Liköre unter dem Namen Der Lachs her und vertrieb diese. Aufgrund der technischen Weiterentwicklung der Destillation nahm im 17. Jahrhundert die Produktion von Alkoholika auf Basis von Kräutern und Gewürzen zu. Gelegentlich wurden diesen Alkoholika auch Gold- und Silberblättchen zugegeben – möglicherweise um (entsprechend den Ansichten der damals sehr verbreiteten alchemistischen Medizin) die Heilwirkung der Kräuterextrakte zu verstärken, vielleicht aber auch, um Reichtum zu demonstrieren. Gold als Arzneizutat findet sich in dem vom Mittelalter bis in die Neuzeit angebotenen aurum potabile (trinkbares Gold, Goldtinktur, Güldenwasser), welches aus in Essig, Pflanzenöl oder (alkoholisches) aqua vitae eingelegten, dünn gehämmerten Goldplättchen bestand und als Lebenselixier galt. Im Mittelalter gab es schon das Elixier aqua auri (Goldwasser) als (gemäß Kopp) ursprünglich goldfarbiges oder goldwertiges und später erst goldhaltiges Arzneimittel.
Eine weitere Theorie über die Entstehung von Goldwasser geht auf die Technik des Vergoldens zurück, für die vor allem spezialisierte Kunsthandwerker in Danzig berühmt gewesen sein sollen. Im Grundsatz erfolgt das Vergolden von Möbeln, Spiegel- oder Bilderrahmen durch das Auftragen hauchdünn ausgewalzter Goldfolien. Das geschieht mit Hilfe von verschieden breiten, den Flächen angepassten Pinseln unterschiedlicher Härte. Der Vergolder muss die extrem dünne Goldfolie aufnehmen und auf das Holz auftragen – dazu taucht er den Pinsel in Alkohol, streicht erst eine Stelle im Holz damit ein und taucht danach den Pinsel erneut in den Alkohol: So kann er durch die Adhäsion die Folie problemlos am Pinsel kleben lassen und auftragen. Auf dem Holz drückt der Vergolder die Folie fest. Der Alkohol sorgt dafür, dass das Holz für die kurze verbleibende Arbeitszeit adhäsiv wirkt, diffundiert aber danach durch die restlichen Holzporen aus, lässt das Möbelstück oder den Rahmen also nicht unter dem Gold „schwitzen“. Der verwendete Alkohol wird nach einiger Zeit erneuert, weil er mit feinstem Holzstaub und Schmutz verunreinigt ist und damit eine glatte Goldoberfläche verhindern kann. Weil die Vergolder beim Wiedereintauchen der Pinsel immer wieder Stückchen Gold vom Pinsel im Alkohol zurückließen, entstand die glitzernde Flüssigkeit, die nur noch auf Trinkstärke verdünnt und mit Gewürzzugaben schmackhaft gemacht worden sein soll.
Solches „Güldenwasser“ mit echtem 22-karätigem Blattgold geriet zum noblen Gesellschaftsgetränk. Danziger Goldwasser wurde zum Lieblingsliqueur Katharinas der Großen.

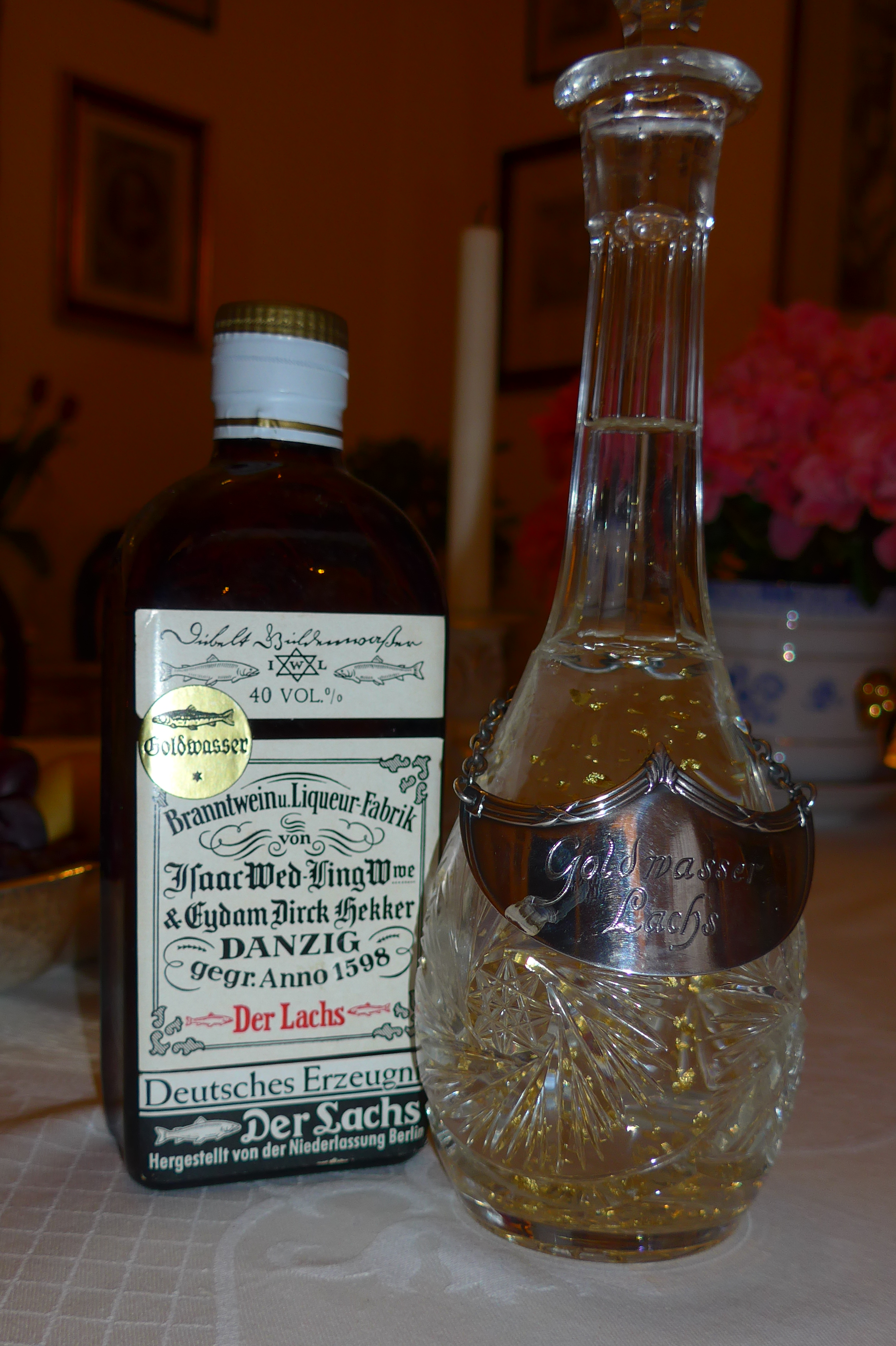
Originalflasche Danziger Goldwasser (um 1940)

Während des Zweiten Weltkriegs wurde das Haus Der Lachs und die Spirituosenfabrik, in der das Goldwasser hergestellt wurde, zerstört. Nach Kriegsende wurde die Herstellung des Goldwassers nach altem Rezept in der Berliner Niederlassung der Likörfabrik wiederaufgenommen, später gelangte das Rezept an die Hardenberg-Wilthen AG in Nörten-Hardenberg, die Danziger Goldwasser immer noch europaweit vertreibt.
Der Likör wurde durch die Firma Polmos in Starogard Gdański auch in Polen weiter hergestellt; später wurde die Produktion nach Posen verlegt. Dort wurde die Produktion des Likörs im Juni 2009 eingestellt, wobei die Rechte an der Marke jedoch erhalten blieben.

## Hauptbestandteile
Auf die oben dargestellte Historie ist das Danziger Goldwasser zurückzuführen, das u. a. Destillate von Kardamom, Koriander, Zitronen- und Pomeranzenschalen, Wacholderbeeren, Kümmel, Lavendel, Zimt, Selleriefrüchten und Macis enthält. 

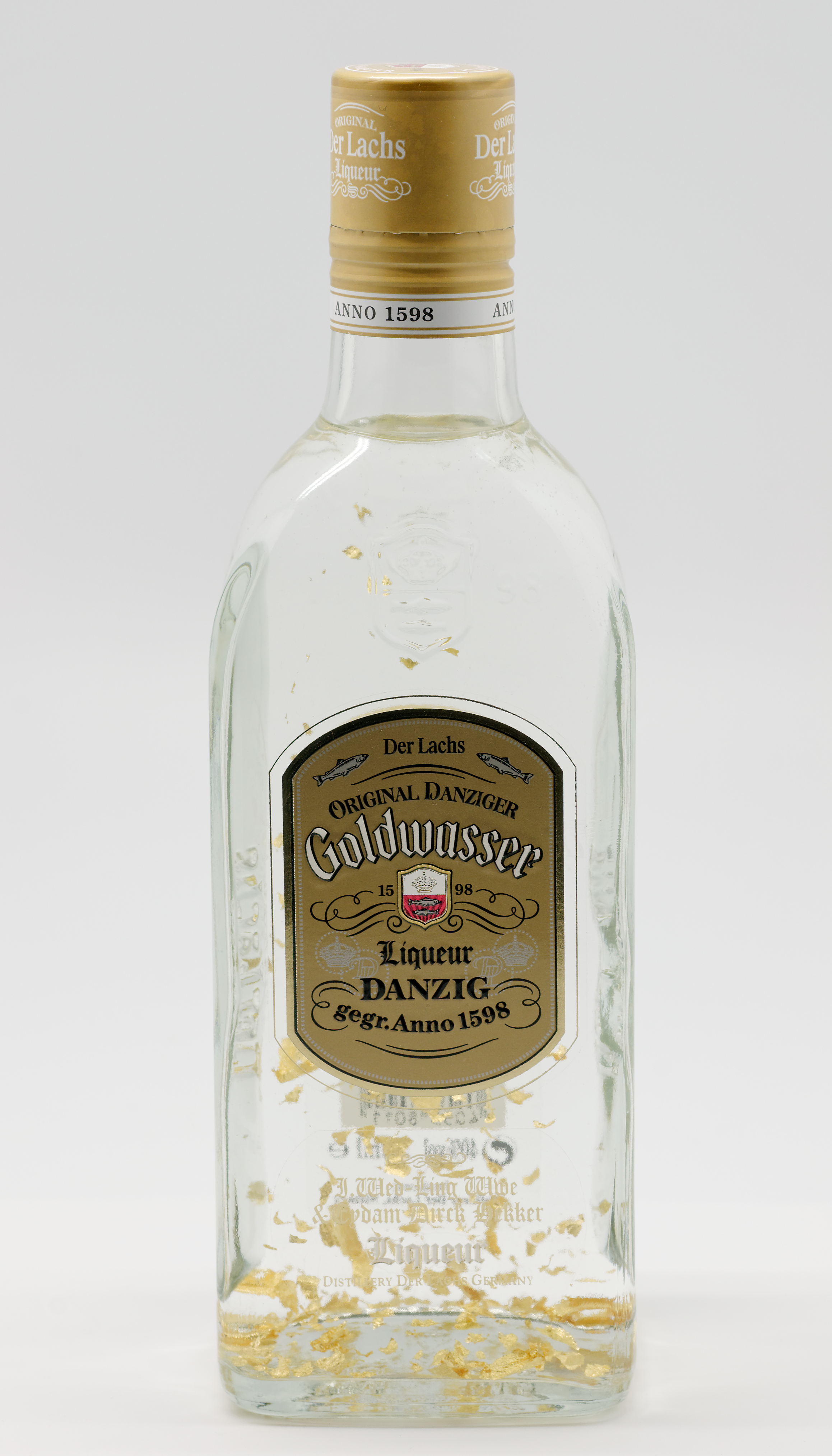
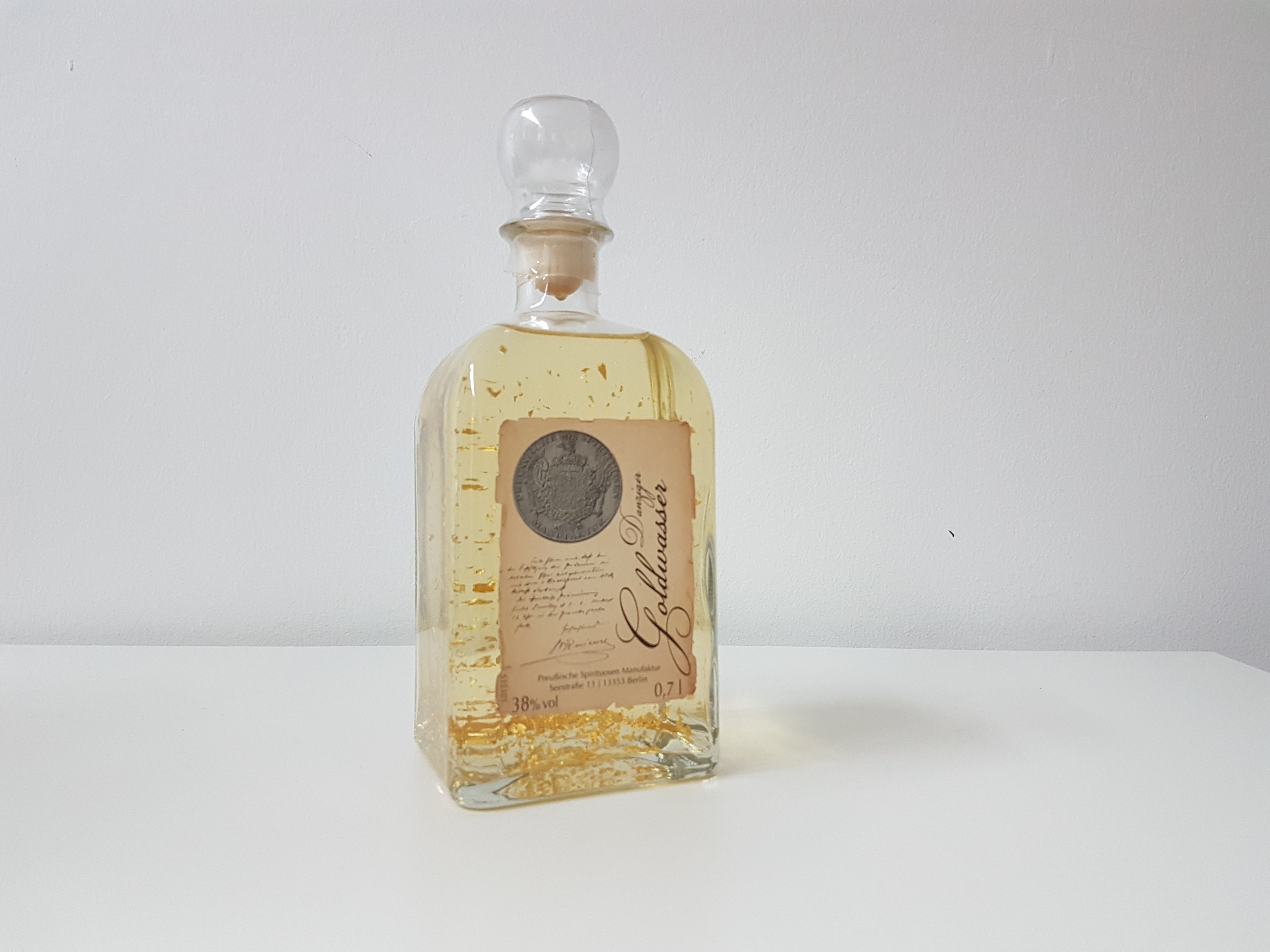